# 百變金剛：重機械系列 (影集)
《百變金剛：重機械系列》（Beast Machines）是改編自同名產品系列的卡通影集，分為兩季，一共26集，於1999年播映至2000年。日本則在2004年以《超生命體變形金剛 - Beast Wars Returns》（超生命体トランスフォーマー ビーストウォーズリターンズ）的標題播映。
故事為野獸戰爭(Beast Wars)的續集，敘述金剛王（Optimus Primal）所帶領的強大獸（Maximals，又譯「極限動物」團隊返回母星賽博坦時遭到了載具金剛（Vehicons）的襲擊，因此再次展開了戰火。

## 劇情概要
終於如願回到了故鄉賽博坦的金剛王，不知何故困在野獸模式、記憶也支離破碎，隻身一人並且被不明的重機械部隊追殺。
在神祕的聲音的引導下，金剛王一一尋回了失散的部下夥伴；老鼠、豹子和黑蜘蛛，也同樣受困於野獸模式並記憶毀損。神祕的聲音，原來是來自賽博坦地底深處、傳說中的神諭（Oracle）。神諭將金剛王和強大獸們重新格式化成嶄新的變形金剛形態；有機無機生命體(Technic-Organic)，告知他們準備迎接偉大的轉變(The Great Transformation)。
『未來的種子，深埋在過去之中』(The Seeds of the Future lied berried in the Past)和偉大的轉變有何連結？
為何在野獸之戰中戰敗的恐龍王，會在賽博坦呼風喚雨？
賽博坦為何淪為載具金剛橫行的荒蕪之地？
隨著一場又一場激烈的戰鬥,金剛王和強大獸們發覺；他們所要面對的、所要拯救的，已經遠遠不只是宿敵、夥伴，還有他們自己的心魔。一切，皆與賽博坦息息相關...

## 主要角色

### 強大金剛（Maximals）
台灣翻作「極限動物」，大陸地區譯為「强大兽」。
- Optimus Primal

臺譯為，港譯：，中譯：。
野獸型態是科技有機體的銀背大猩猩，具有心靈感應能力，以及猩猩的力量和靈活。
在機器人型態下雙臂能夠抵擋雷射、激光攻擊，也能將其吸收作為反擊，並且胸口可以射出雷射光球。
- 背上的跳躍式推進器可以做短途飛行

出力100萬猩猩力，強大獸的司令官，受到神諭｛oracle｝的指引找回失散的同伴並被神諭重新格式化為有機無機生命體。相較於《野獸戰爭》的隊長，金剛王在此系列中轉變為教授同伴如何掌控有機無形變身技巧的導師和指引賽博坦未來的長者。
一季中期得到「重新格式化」和驅動「等離子」能量的能力。
在一季末和恐龍王的戰鬥中處於下風，於是發動「等離子」能量，而恐龍王則驅動「西格瑪之鑰」、引起強大的能量風暴；風暴中，金剛王終於驚覺是自身對神諭的過度依賴盲從而導致賽博坦的滅亡，已經回歸「領導矩陣」的犀牛現身告知一切尚能挽回，於是金剛王藉由雙臂吸收「等離子」和「西格瑪之鑰」、反射回神諭中。金剛王本想就此回歸「領導矩陣」，但是在強大獸同伴的極力勸慰下，終於明白神諭的真正用意：找到有機無機的平衡，於是再度返回強大獸同伴。
於二季末期，在和恐龍王的對戰中，讓自身與恐龍王一同墜入賽博坦星的核心，使雙方與星球一同格式化而同歸於盡。
- 老鼠勇士（Rattrap）

臺譯為（在前作翻為大灰鼠），港譯偉卓，中譯：精靈鼠。
在機器人形態下，後腿有一對輪胎，可以將輪胎放下以高速移動，尾巴可以駭入任何電腦主機，也可以用做電焊機和監控攝像頭，雙肩的肩甲可以抵制雷射光束，手指可以作為開鎖工具。
野獸型態是科技有機體老鼠，背上有一個無限工具箱，亦可當作貯藏箱使用。
領受「神諭」後最晚才領悟變身要領，比後來加入的夜嘯還晚。
一開始就不耐於繁複的變身訓練，老鼠動了走捷徑的念頭；在和豹子行動的時候，無意間發現了恐龍王研發出的變形凍結病毒的實驗室。想藉由反病毒─變形強化劑(Transformation Enhancer)好能變身成功，結果是導致自身有機無機身體受到病毒影響故障連連、還差點害大家逃不出恐龍王的魔爪。
第一次變身成功是看到夜嘯有難，可卻是壞了豹子和夜嘯事先設計好的陷阱；雖然變身成功、但是沒有武器令老鼠很是自卑，加之先前抱怨連連和對金剛王的出言侮辱，幾乎耗盡了豹子和黑蜘蛛對他的耐性；極度的自卑和受挫下險先被恐龍王所惑而成為他的部下，直到金剛王出面親口道出對老鼠的信任，才察覺到自己所有的力量比自己所想的還要強大。
- 豹子（Cheetor）

臺譯作豹子或是獵豹勇士，港譯捷達，中譯為黃豹司令 / 黄豹。
在機器人形態下可以用無摩擦、空氣動力的身軀能抵擋能量脈衝攻擊，使這些攻擊像水一樣滑落，也可以形成強大的真空漩渦瞬間間擊潰對手。翼型脊骨化成的一對鋒利的軍用彎刀，能反射反彈小型的雷射攻擊、能當成迴旋飛鏢(單刀或組合都行)，也可以組成滑翔翼在空中飛行。在領受「神諭」後第二位習得變身能力。
野獸型態是有機科技化的獵豹，具有獵豹的速度、敏捷，驚人的耐力和廣闊的視野，以及鋒利有力的爪子和顎。
- 蜘蛛（Blackarachnia）

臺譯為，港譯，中譯作。
領受「神諭」後，第位三習得變身能力，變形為一隻巨大的黑寡婦蜘蛛，也是最早尋回失去的記憶的強大獸。
相較於野獸戰爭時期的蛇蠍美人性格，黑蜘蛛淡漠依舊，但是多了一絲不顯眼的體貼。
- 蝙蝠（Nightscream）

臺譯為蝙蝠，港譯夜叫
，中譯暗啸。
變身型態成一隻蝙蝠。
賽博坦之都唯一的倖存者。也是金剛王第一次使用重新格式化、將其轉變為有機無機變形金剛的新成員。
在逃離載具金剛的追襲時，無意間摔落到地底深處，變成一隻完全的大蝙蝠(純有機化)，也保住了自己的神火。之後一直躲在地底深處的一間有顆大樹的密室、靠著果實過活，後來無意間發現了培訓中的強大獸們，偷偷觀察想重新學會如何變身，反而被強大獸們發現。一開始大家以為夜嘯真的是蝙蝠，結果夜嘯開口說話把大家嚇一跳。
身為長著翅膀的老鼠，夜嘯也有著狡猾、愛挑釁、滑頭的性格，獨立性強，但是內心深處到底還是個孩子。
重視化石，認為這些化石是賽博坦的未來。
- Silverbolt

臺譯為（在前作翻為銀狼），港譯史華寶，中譯作霹靂俠 / 银剑。
變形為一隻紫色禿鷹。
故事初期為噴射機，在黑蜘蛛的努力下，從被恐龍王操縱的噴射機，恢復成原來自我。
恢復後的肉體卻與原先完全不同，原本的變形為一隻帶有翅膀的機械化灰狼。
由於記得身為載具金剛時的所作所為而自暴自棄，但之後在黑蜘蛛勸說下打起精神。
- 波坦妮卡（Botanica）

臺譯為，港譯，中譯作。
擁有極為罕見的植物型變身的女性變形金剛，可以變形為一株
鳳仙花，在植物型態能夠鑽入地底。
於第二季從外星回到賽博坦。希望讓賽博坦能夠更加綠化，但剛回到賽博坦就受到變形凍結病毒影響而暴走，被金剛王格式化後恢復理智。
因為是植物型金剛，所以若是處在機械化密室中的話，會缺乏養分，進而導致能量不足，甚至會導致死亡。

### Vehicons - 載具金剛
Megatron
- 臺譯：
- 港譯：
- 中譯：

變身型態：
- 初期：西洋龍 （同前作第三季的型態）
- 中期：無（此時恐龍王並沒有身體，但是火种能操縱基地，讓基地變形）
- 中後期：無（此時附著在診斷機器人身上）
- 後期：噴射機 / 兩棲突擊載具 （此時身體為改造版終極金剛王（英語：Optimal Optimus），但排除了動物模式）

賽博坦的統治者。故事初期的身體為第三季的身體。
意圖將賽博坦完全機械化。也因此，對於自己的獸型軀體感到不滿。
一季末期與金剛王同歸於盡後，火种附著在被排出的有機體所形成的完全有機變形金剛諾布/野人身上。
之後火种從諾布身上離開後，以不具有身體的狀態待在新的基地中向載具金剛們發號施令。
恐龍王把奪取過來的火种都置於新基地，並且不斷地吸收火种壯大自己。
在一次機會中，恐龍王意圖吸收強大獸的火种，同時蝙蝠也在其中，諾布為了蝙蝠而衝向恐龍王而死。看著諾部的犧牲，蝙蝠難過得發射超音波。受到超音波影響的恐龍王失去控制而自爆。
自爆後，恐龍王附身在診斷機器人上，繼續向載具金剛們發號施令。
第二季末期，將自己身體更換為排除了動物模式的改造版終極金剛王（英語：Optimal Optimus）上。
而後，恐龍王將所有賽博坦星人的火种融入自己身體後，得到了格式化賽博坦星的能力。
本來想使用這股力量創造屬於自己的賽博坦星，但是在和金剛王的戰鬥下，雙方一同墜入到賽博坦星的中心，與星球一同格式化。
Tankor
- 臺譯：
- 港譯：
- 中譯：

變身型態：坦克
其內在神火為前作的Rhinox（台譯：犀牛 / 港譯：賴奴 / 中譯： 犀牛勇士）。
因神火長期待在載具金剛裡中，而認同了恐龍王「完全機械化」的理念，但認為能夠統治賽博坦的不是恐龍王這種半機械半生物的存在，而是像他這樣完全機械化的存在，因而反叛。
在第一季與恐龍王、金剛王同歸於盡後其火种回归了矩阵（matrix）後，察覺到自身的錯誤並勸說金剛王回去，由他承担全部责任。
Jetstorm
- 臺譯：
- 港譯：
- 中譯：

變身型態：
內在神火為銀閃電。

Thrust
- 臺譯：
- 港譯：
- 中譯：

變身型態：摩托車
內在神火為前作的Waspinator（台譯：蒼蠅；胡蜂／港譯：黃蜂獸／中譯： 黃蜂勇士）。
在前作結尾中沒有一同回來賽博坦，而是繼續留在遠古地球。
在地球當著原始人的王當到無聊的Waspinator，藉椰子樹製成的投石器回到賽博坦。
由於迫擊砲的程式設定，忘記了過去的記憶。
雖然在執行任務時會和同伴發生衝突，但是仍認為自己和坦克與噴射機是好友。
在坦克背叛、噴射機變回銀閃電後，曾向恐龍王抱怨他不該讓將強大獸的火种放入那兩人中。
重視輩份，史翠卡和奧西迪剛加入時，曾擺出老大的姿態命令他們，但馬上被修理。
個性上有點欺善怕惡，初次遇到阿寶時，曾躲到身為敵人的黑蜘蛛背後。
恐龍王和金剛王一同與星球格式化後，恢復原本的記憶，變成一隻有迫擊砲頭的胡蜂。
- 史翠卡（Strika）

臺譯	，港譯，中譯史翠卡。
變身型態：月球車
G1時代的戰士，女性變形金剛。
與奧西迪原本同為博派的將軍，但火种被恐龍王抽出並洗腦。
奔跑的姿勢和溜冰類似。
Obsidian
- 臺譯：
- 港譯：
- 中譯：

變身型態：
G1時代的戰士。
與史翠卡原本同為博派的將軍，但火种被恐龍王抽出並洗腦。

### 其他
：Savage/Noble
- 臺譯：
- 其他翻譯：

變身型態：兩足站立的狼 ／ 雙尾飛龍
不具有機器人型態、只能變成狼或龍的完全有機變形金剛。
在第一季金剛王和恐龍王同歸於盡後，花豹等人探查賽博坦發現的變形金剛。
自稱自己是為了逃避載具金剛的追殺而躲起來且自己不能控制變形，由於經歷類似，使得蝙蝠很快將其視為朋友。
但諾布其實是恐龍王將身體的有機成分排除時的產物，而恐龍王意外把自己的神火鎖在這個有機變形金剛的體內。恐龍王利用強大獸對諾布的信任，而抵達自己的舊基地，用神火抽取器讓自己的神火得以脫離諾布。
失去恐龍王的神火後，諾布變成完全的野獸，但仍視蝙蝠為好友，會為了蝙蝠而攻擊敵人。
最後，在一次恐龍王意圖吸收蝙蝠神火的時候，救了蝙蝠，而後為了蝙蝠而衝向恐龍王，被恐龍王的攻擊擊中而犧牲。

## 用語
- 火種源/領袖矩陣（All Sparks/Matrix）

賽博坦星球所有生命的源頭，包含了過去的生命和即將誕生的生命。某種程度上，融合了其他作品中的火種源（Allspark）和領袖矩陣（Matrix of Leadership）的不同功能。
- 賽博之都（Cybertropolis）

另有其他翻譯為。
賽博坦星球的首城和直轄市，兼具賽博坦的中心、所有資源和成千上萬的變形金剛同胞的故鄉的精華之地；恐龍王利用變形凍結病毒(Transformation Freezing Virus)奪權後、迅速將賽博之都變成製造載具金剛的工廠，並掠集任何一名倖存的變形金剛。在金剛王和強大獸重新格式化為有機無機(Technic-Organic)形態後，賽博坦之都變成了他們和恐龍王的戰場。在金剛王和恐龍王同歸於盡後，偉大的轉變(The Great Transformation)自賽博之都開始、將整顆星球和所有的賽博坦人格式化為有機無機(Technic-Organic)型態，一個科技和自然共存的新賽博坦星球就此誕生了。
- 神諭（Oracle）

另有翻譯為的翻譯。
傳說中預言第一批降落到賽博坦星球的機器的電腦，也是G1動畫中所稱的魔力神球(Vector Sigma)，擁有深不可知的力量。
指引金剛王尋回失散的強大獸、來到聖地，並將金剛王和強大獸全部重新格式化。
對金剛王留下四句指令：
『The seeds of the future lie buried in the past』(未來的種子深埋在過去中)、
『To unleash the warrior within, you must tame the beast without』(要想釋放內在的戰士，你必須先馴服外在的野獸)、
『Seek the balance』(追求平衡)、
『Transform Your Destiny. Transform and Transcend』(改變你的命運。改變，從而超越)。
- 有機樹（Organic Tree）

部分版本翻譯為。
夜嘯藏身的密室中的大樹、長滿了果實，也是夜嘯再變成蝙蝠後的保命存糧。
相信這是領導模式的指引，金剛王、老鼠和黑蜘蛛不假思索的吃了果實，但是只是造成有機無機的生命體的嚴重退化。最後是豹子當機立斷砍了樹，才把大家從失智邊緣救了回來。
其中的一顆種子被老鼠拾起。後來金剛王和夜嘯抱著對未來的期許，將種子埋在化石室裡。
- 鑰匙（Key to Vector Sigma）

另有其他版本翻譯為魔力神球之鑰。
源自博派時代的古老傳說，擁有能將有機體變成金屬體的能力。
- 變形凍結病毒（Transformation Freezing Virus）

恐龍王研發出來的病毒，除了凍結變形的應用程式，還會造成記憶的混損，最終會導致全身的(Operating System)作業系統程式永久關閉。
金剛王和強大獸雖然因為野獸模式逃脫了載具金剛的追襲，但是也因為久困於野獸模式而危在旦夕。
豹子和老鼠發現了一間普通的零件倉庫、卻搭配了精密的真空磊保全系統，才發現這間倉庫就是製作變形凍結病毒的實驗室。
老鼠本來以為變形凍結病毒的反病毒(Counter Virus)─變形增強劑(Transformation Enhancer)可以讓自己變身成功，但是只是造成了有機科技(Technic-Organic)身體故障之外、還差點害大家落入恐龍王的魔爪。

### 時間單位（Time Units）
賽博坦星人獨有的時間單位。
以下為經過換算、所相應的換算地球時間單位。
星秒(Astro-second)，為1/1000賽伯坦分，等於地球的0.498秒。
星分(Astro-minute)，為60星秒，賽博坦程式計算單位，可能是地球的幾分鐘，或是幾個小時。
賽博坦分(Breem)，等於地球的8.3分。
賽博坦日(Orn)，賽博坦太陽日，等於陰曆。
賽博坦年(Vorn)，相當於地球的83年。
奈秒(Nano-click)，等於地球的1秒。
周期(Cycle)，等於地球的1分鐘。
大周期(Mega-Cycle)，等於地球的1小時。
太陽周期(Solar-Cycle)，等於地球的1天。
月亮周期(Deca-Cycle)，等於地球的30天。
恆星周期(Stellar-Cycle)，等於地球的1年。
更替周期(Meta-Cycle)，等於地球的500年。

## 註記
- 本作品在臺灣的東森頻道播放時稱之為《百變金剛》第四季。
- 本作品在香港的有線電視兒童台播放時稱之為《特種變形金剛》。